# Aberto de Florianópolis
L'Aberto de Florianópolis, noto anche come Cyclus Open de Tenis per motivi di sponsorizzazione, è stato un torneo professionistico maschile di tennis giocato sulla terra rossa che faceva parte dell'ATP Challenger Tour. Si è giocato annualmente al Lagoa Iate Clube di Florianópolis in Brasile dal 2006 al 2012.

## Albo d'oro

### Singolare
| Anno       | Campione        | Finalista        | Punteggio        |
| ---------- | --------------- | ---------------- | ---------------- |
| 2012       | Simone Bolelli  | Blaž Kavčič      | 6–3, 6-4         |
| 2011- 2010 | Non disputato   | Non disputato    | Non disputato    |
| 2009       | Guillaume Rufin | Pere Riba        | 6–4, 3–6, 6–3    |
| 2008       | Nicolás Massú   | Olivier Patience | 6(4)–7, 6–2, 6–1 |
| 2007       | Óscar Hernández | Mariano Zabaleta | 7–5, 7–6(6)      |
| 2006       | Diego Junqueira | Gorka Fraile     | 3–6, 6–1, 7–6(3) |

### Doppio
| Anno       | Campioni                                | Finalisti                      | Punteggio         |
| ---------- | --------------------------------------- | ------------------------------ | ----------------- |
| 2012       | Blaž Kavčič Antonio Veić                | Javier Martí Leonardo Tavares  | 6–3, 6–3          |
| 2011- 2010 | Non disputato                           | Non disputato                  | Non disputato     |
| 2009       | Tomasz Bednarek Mateusz Kowalczyk       | Daniel Gimeno Traver Pere Riba | 6–1, 6–4          |
| 2008       | Rogério Dutra da Silva Júlio Silva      | Ricardo Hocevar Andre Miele    | 3–6, 6–4, [10–4]  |
| 2007       | Márcio Carlsson Lucas Engel             | Brian Dabul Máximo González    | 6–4, 2–6, [14–12] |
| 2006       | Cristian Villagrán Juan Pablo Brzezicki | Gianluca Naso Mirko Pehar      | 7–6(3), 6–2       |